# Nate Brakeley
Pas d'image ? Cliquez ici

a Compétitions nationales et continentales officielles uniquement.

b Matchs officiels uniquement.
Dernière mise à jour le 27 avril  2021.
Nate Brakeley, né le 31 août 1989 à Marblehead, est un joueur américain de rugby à XV. 

## Biographie
Nate Brakeley débute le rugby St. John's Preparatory School (en) de Danvers. Lineman en football américain, il s'oriente finalement vers le rugby avec le succès,. Joueur star de son équipe, il intègre l'équipe universitaire du Dartmouth College, les Big Green de Dartmouth. Il devient Collegiate All-American, et brille tant en XV qu'en sept, où il remporte avec son équipe deux Collegiate Rugby Championship (en), le championnat universitaire à sept.
Après l'obtention de son diplôme à Dartmouth, il part en Angleterre et intègre la prestigieuse Université de Cambridge. Il y passe un Master of Philosophy en technologie de l'énergie (en). Pendant son année, il joue avec le Cambridge University RUFC et dispute The Varsity Match, qu'il perd face à Oxford. De retour aux États-Unis, il est de nouveau appelé par Cambridge pour jouer le match les opposant à la sélection universitaire américaine.
Lors de son retour, il intègre le New York Athletic Club. Avec son club, il remporte en 2015 le championnat des États-Unis. Ses prestations en club sont alors remarqués, et il intègre la sélection américaine pour l'ARC 2016. Il va dès lors s'installer comme un joueur régulier de la sélection nationale.
En 2018, il rejoint le nouveau club professionnel new-yorkais, le Rugby United New York, pour une tournée amicale. Puis il signe un contrat professionnel avec l'équipe, qui s'engage à partir de 2019 en Major League Rugby. Néanmoins, malgré la signature de ce contrat professionnel, il continue d'exercer en parallèle sa profession d'analyste de données.
Ce double programme ne l'empêche pas de briller sur les terrains de rugby. En 2019, il réalise une saison remarquée. Joueur le plus utilisé de son équipe, il est le deuxième meilleur contreur en touche de la ligue, et l'un des dix joueurs ayant attrapé le plus de ballon sur les phases de touche. Il fait partie de l'équipe de l'année du championnat, et est sélectionné pour participer à la Coupe du monde. Il y dispute deux rencontres, face à la France et l'Argentine.
En 2020, il est nommé vice capitaine de son club, puis prolonge son contrat pour la saison suivante.

## Palmarès
- Collegiate Rugby Championship (en) 2011, 2012
- Championnat des États-Unis de rugby à XV 2015

## Statistiques

### En sélection à XV
| Année | Compétition                       | Matchs | Points | Essais | Transf. | Drops | Pénal. |
| ----- | --------------------------------- | ------ | ------ | ------ | ------- | ----- | ------ |
| 2016  | ARC                               | 3      | -      | -      | -       | -     | -      |
| 2016  | Test                              | 3      | -      | -      | -       | -     | -      |
| 2017  | ARC                               | 3      | -      | -      | -       | -     | -      |
| 2017  | Test                              | 3      | -      | -      | -       | -     | -      |
| 2017  | Qualification à la coupe du monde | 1      | 5      | 1      | -       | -     | -      |
| 2018  | ARC                               | 2      | -      | -      | -       | -     | -      |
| 2019  | ARC                               | 3      | -      | -      | -       | -     | -      |
| 2019  | Coupe des nations du Pacifique    | 2      | -      | -      | -       | -     | -      |
| 2019  | Test                              | 1      | -      | -      | -       | -     | -      |
| 2019  | Coupe du monde                    | 2      | -      | -      | -       | -     | -      |
| Total | Total                             | 23     | 5      | 1      | -       | -     | -      |

| Essai | Adversaire | Lieu                      | Compétition                            | Date           | Résultat | Score |
| ----- | ---------- | ------------------------- | -------------------------------------- | -------------- | -------- | ----- |
| 1     | Canada     | Torero Stadium, San Diego | Qualification à la coupe du monde 2019 | 1 juillet 2017 | Victoire | 52-16 |